# Tarucus waterstradti
Tarucus waterstradti är en fjärilsart som beskrevs av Druce 1895. Tarucus waterstradti ingår i släktet Tarucus och familjen juvelvingar. Inga underarter finns listade i Catalogue of Life.

## Bildgalleri

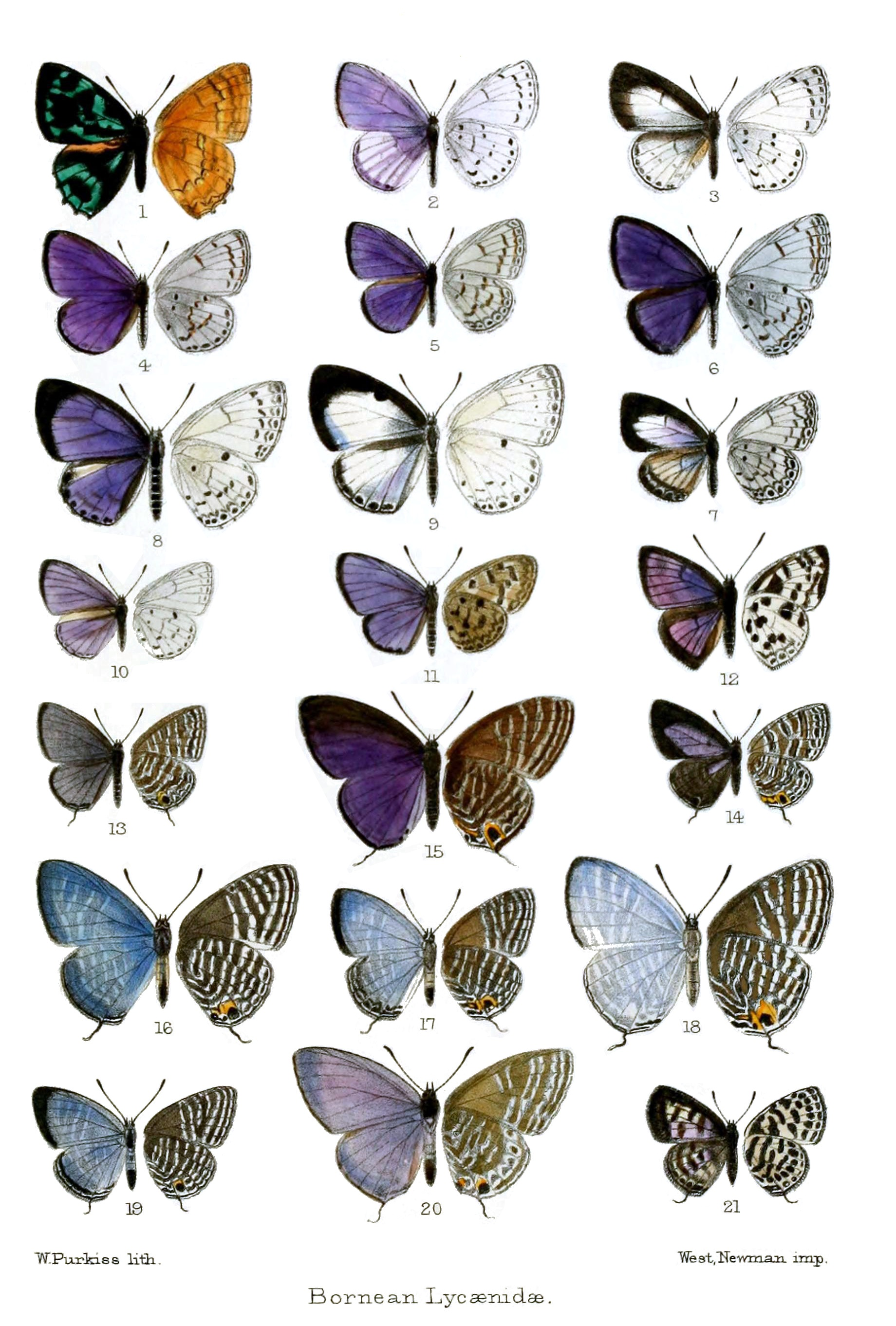
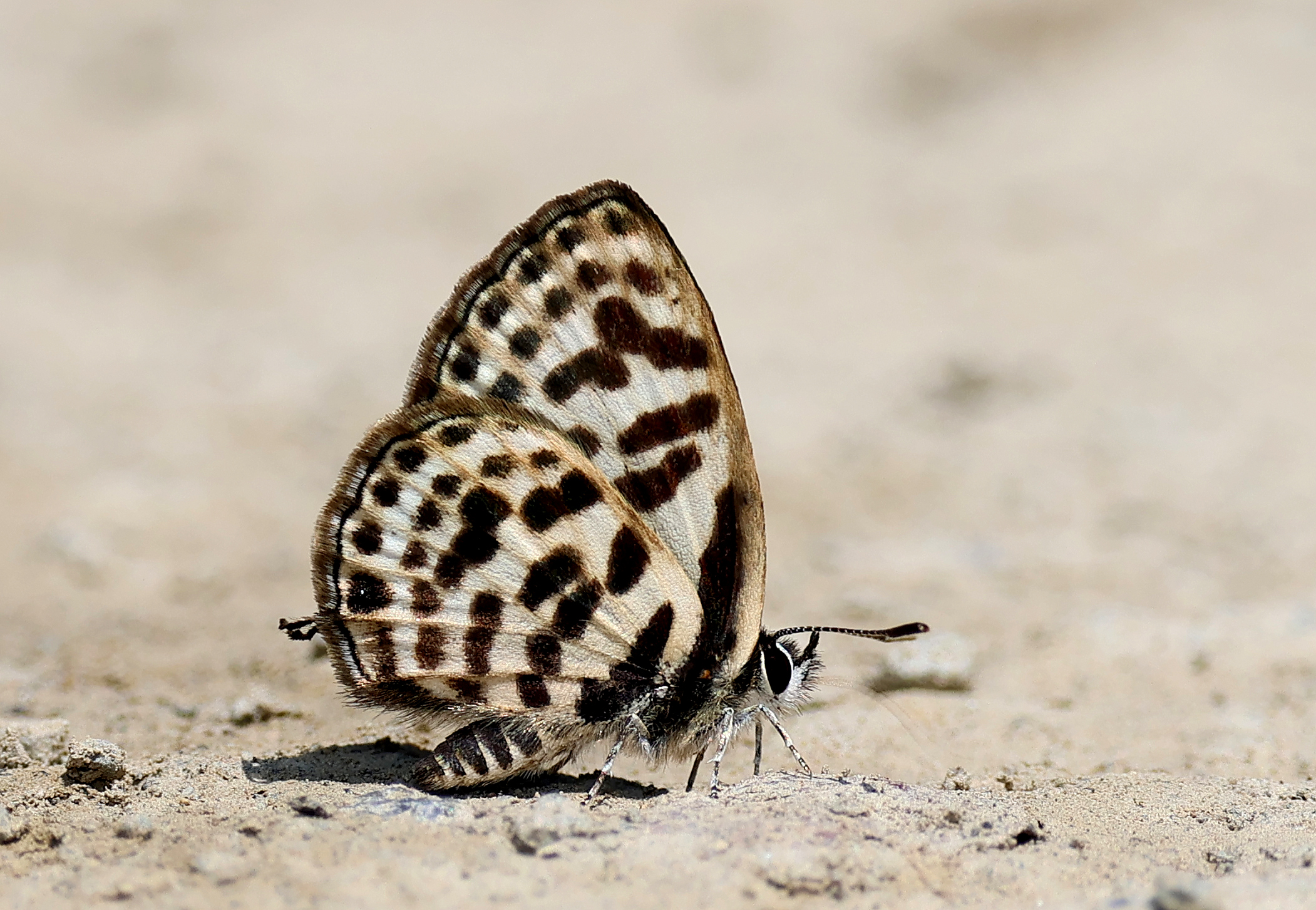